# Leverton (Lincolnshire)
Pour les articles homonymes, voir Leverton.
Leverton est une paroisse civile et un village du Lincolnshire, en Angleterre.